# کاتتریزاسیون قلبی

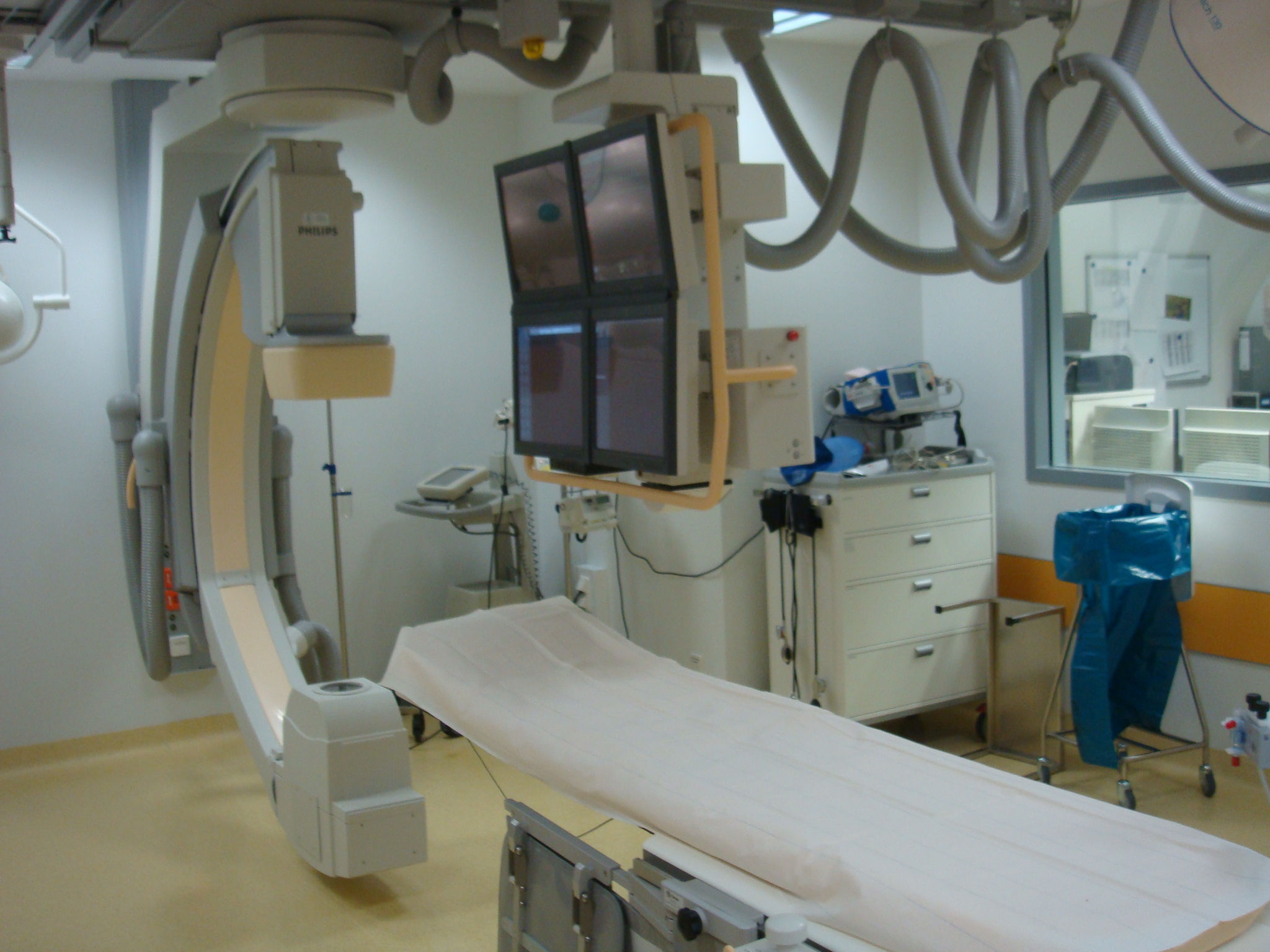
آزمایشگاه کاتتریزاسیون قلبی
نام های دیگر Cath, heart cath
زمینه پزشکی کاردیولوژی

کاتتریزاسیون قلبی (به انگلیسی:Cardiac catheterization) به معنی قرار دادن کاتتر در دریچه یا رگ قلب می‌باشد. این کار هم به منظور اهداف تشخیصی و هم به منظور اهداف مداخله ای انجام می‌شود. یک نمونه رایج از کاتتریزاسیون قلبی، کاتتریزاسیون عروق کرونر است که شامل کاتتریزاسیون عروق کرونر برای بیماری‌های مربوط به این عروق و سکته‌های قلبی (حملات قلبی) می‌باشد. کاتتریزاسیون در بیشتر مواقع در آزمایشگاه‌های خاص که دارای فلوروسکوپی و میزهایی با قابلیت حرکت بالا هستند، انجام می‌شود. این آزمایشگاه‌ها به منظور افزایش کارایی اغلب به کمدهای کاتتر، استنت، بالن و … در اندازه‌های مختلف مجهز شده‌اند. مانیتورهای موجود در آزمایشگاه، تصاویر فلوروسکوپی، الکتروکاردیوگرام (نوار قلب)، امواج فشار و موارد دیگر را نشان می‌دهند.

## موارد استفاده
آنژیوگرافی کرونر یک روش تشخیصی است که اجازه مشاهده عروق کرونر را می‌دهد. فلوروسکوپی با ایجاد یک تصویر پروجکشنی دو بعدی، برای مشاهده لومن شریان‌ها استفاده می‌شود. در صورتی که باریک شدن یا گرفتگی ای در این شریان‌ها دیده شود، تکنیک‌هایی برای باز کردن آن‌ها وجود دارد. مداخله کرونری از راه پوست یک اصطلاح است که شامل استفاده از استنت‌های مکانیکی، بالن و غیره برای افزایش جریان خون در عروق قبلی مسدود شده‌است.
اندازه‌گیری فشارهای داخل قلب نیز یکی از جنبه‌های مهم کاتتریزاسیون است. کاتترها مجاری پر از مایع هستند که می‌توانند فشارها را به مبدل‌های فشار در خارج از بدن منتقل کنند. در هر قسمت از قلب که امکان قرار دادن کاتتر باشد، اندازه‌گیری فشار ممکن می‌باشد.

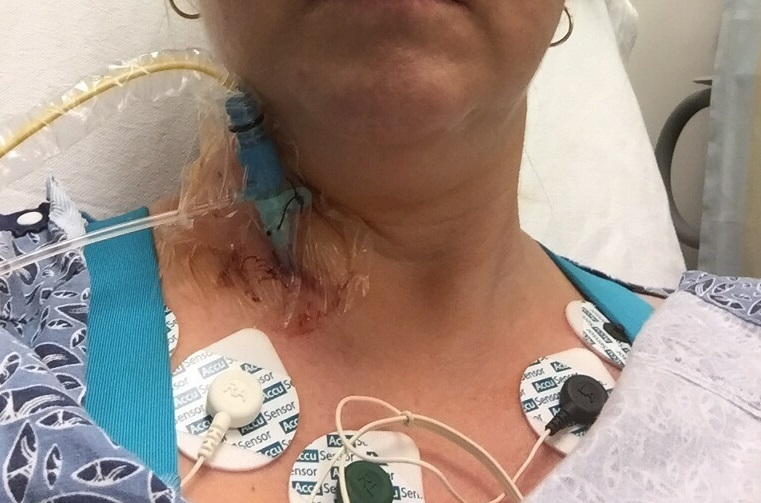
Radial artery catheterization

اندازه‌گیری جریان خون نیز از طریق چندین روش امکان‌پذیر است. معمولاً جریان‌ها با استفاده از اصل فیک و ترمودیلاسیون تخمین زده می‌شوند. این روش‌ها دارای اشکالاتی هستند، اما پیش‌بینی‌هایی تهاجمی از خروجی‌های قلبی را می‌دهند که می‌تواند برای تصمیم‌گیری‌های بالینی (به عنوان مثال شوک قلبی، نارسایی قلبی) برای بهبود وضعیت فرد مورد استفاده قرار گیرد.
از کاتتریزاسیون قلبی می‌توان به عنوان بخشی از یک برنامه درمانی برای بهبود نتایج بیماران نجات یافته از ایست قلبی خارج از بیمارستان استفاده کرد.
کاتتریزاسیون قلب معمولاً نیاز به استفاده از فلوروسکوپی دارد تا مسیر کاتتر هنگام ورود به قلب یا عروق کرونری دیده شود. عروق کرونری به عنوان «عروق اپی کاردی» شناخته می‌شوند زیرا در اپی کاردیوم یعنی خارجی‌ترین لایه قلب قرار دارند. استفاده از فلوروسکوپی نیاز به کنتراست رادیوپک دارد، که در موارد نادر می‌تواند منجر به آسیب کلیه ناشی از کنتراست شود. افراد به‌طور مداوم در معرض دوزهای کم اشعه یونیزه کننده حین مراحل مختلف قرار می‌گیرند. موقعیت ایده‌آل میز بین منبع اشعه ایکس و گیرنده و نظارت بر تابش از طریق دزیمتری ترمولومینسانت ، دو روش اصلی برای کاهش قرار گرفتن فرد در معرض اشعه می‌باشد. در افراد مبتلا به بیماری‌های خاص (افرادی که همزمان بیش از یک بیماری دارند) بیشتر در معرض خطر عوارض جانبی در طی روش کاتتریزاسیون قلبی هستند. این خطرات شامل آنوریسم آئورت، تنگی آئورت، بیماری عروق کرونر گسترده سه رگ، دیابت، فشار خون کنترل نشده، چاقی، بیماری‌های مزمن کلیه و آنژین ناپایدار (درد یا احساس ناراحتی در قفسه سینه، بازو یا گردن) است.

### کاتتریزاسیون قلب سمت چپ

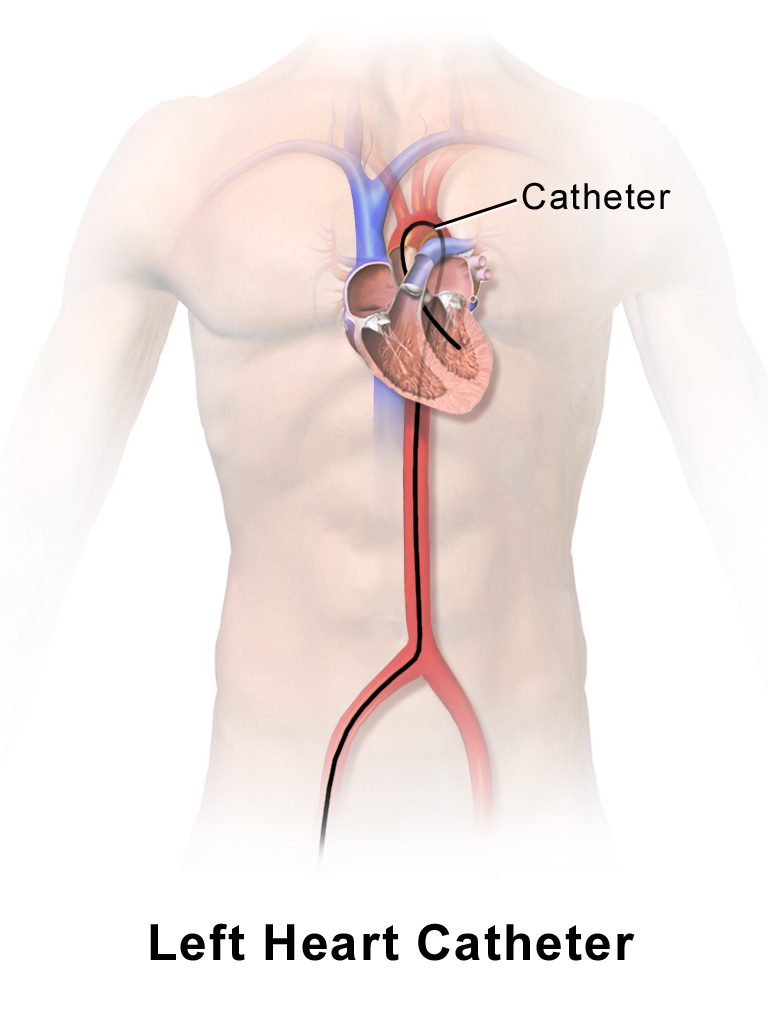
کاتتر سمت چپ قلب

کاتتریزاسیون قلب سمت چپ (LHC) اصطلاحی مبهم است و گاهی لازم است توضیح داده شود که دقیقاً کدام یک از موارد زیر مورد نظر می‌باشد:
LHC می‌تواند به معنای اندازه‌گیری فشارهای سمت چپ قلب باشد.
LHC می‌تواند همان آنژیوگرافی کرونر باشد.
این روش همچنین برای ارزیابی میزان انسداد در عروق کرونری استفاده می‌شود، که اغلب به عنوان درصدی از انسداد توصیف می‌شود. یک سیم نازک و انعطاف‌پذیر در سرخرگ رانی یا شریان رادیال قرار داده می‌شود و تا زمانی که در آئورت صعودی قرار گیرد به سمت قلب جلو می‌رود. دسترسی از طریق رادیال ارتباطی با افزایش خطر سکته مغزی، نسبت به دسترسی از طریق ران ندارد. در این مرحله، یک کاتتر از طریق سیم به آئورت صعودی هدایت می‌شود، جایی که می‌توان آن را از طریق مجرای کرونر به عروق کرونر منتقل کرد. در این موقعیت، کاردیولوژیست می‌تواند کنتراست تزریق کرده و جریان را از طریق رگ مشاهده کند. در صورت لزوم، پزشک می‌تواند از تکنیک‌های مداخله ای کرونر از طریق پوست، از جمله استفاده از استنت برای باز کردن رگ مسدود شده و ایجاد جریان خون مناسب استفاده کند. به‌طور کلی، تصور می‌شود که انسداد بیش از ۷۰٪ از عرض لومن رگ، نیاز به مداخله دارد. با این حال، در مواردی که چندین رگ مسدود شده‌است (به اصطلاح "three-vessel disease")، ممکن است کاردیولوژیست بیمار را به جراح قلب و عروق برای پیوند عروق کرونری ارجاع دهد.

### کاتتریزاسیون قلب سمت راست
کاتتریزاسیون سمت راست قلب (RHC) به پزشک اجازه می‌دهد فشارهای داخل قلب را تعیین کند. قلب اغلب از طریق ورید ژوگولار داخلی (سیاهرگ گردنی درونی) یا کشاله ران قابل دسترسی است؛ عروق استفاده نمی‌شوند. مقادیر فشار معمولاً برای دهلیز راست، بطن راست، شریان ریوی و فشارهای مویرگی ریوی بدست می‌آیند. کاتتریزاسیون سمت راست قلب همچنین به پزشک امکان می‌دهد تا برون ده قلبی، مقدار خونی که از قلب در هر دقیقه جریان دارد و شاخص قلبی که یک پارامتر همودینامیکی می‌باشد که خروجی قلب را به اندازه بدن بیمار مرتبط می‌کند را تخمین بزند، مرتبط می‌کند. تعیین برون ده قلبی را می‌توان با ترشح مقدار کمی محلول نمکی (چه سرد و چه در دمای اتاق) در یک ناحیه از قلب و اندازه‌گیری تغییر دمای خون به مرور زمان در ناحیه دیگری از قلب انجام داد.
کاتتریزاسیون سمت راست قلب اغلب برای فشار خون ریوی، نارسایی قلبی و شوک قلبی انجام می‌شود. کاتتر شریان ریوی می‌تواند در مکان مناسب قرار داده شود، استفاده و سپس خارج شود، یا می‌توان آن را قرار داده و برای نظارت مستمر در همان محل رها کرد. مورد دوم را می‌توان در ICU برای اندازه‌گیری مکرر پارامترهای همودینامیکی انجام داد.

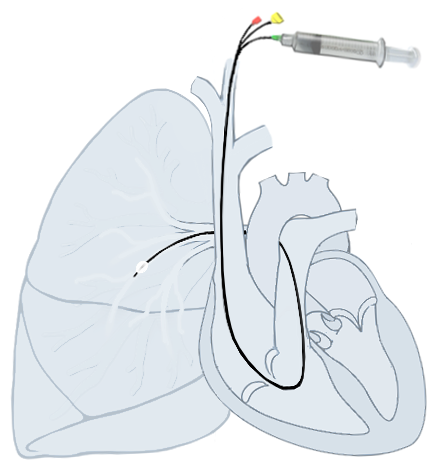
Pulmonary artery Catheter

پارامترهایی که از کاتتریزاسیون سمت راست قلب بدست می‌آیند:
- فشار دهلیز راست
- فشار بطن راست
- فشار شریان ریوی
- فشار گوه ای مویرگی ریوی
- مقاومت عروقی سیستمیک
- مقاومت عروق ریوی
- برون ده قلبی
- اکسیژن رسانی خون

کاشت CardioMEMS در طی کاتتریزاسیون سمت راست قلب انجام می‌شود. این دستگاه در شریان ریوی کاشته می‌شود تا اندازه‌گیری فشار شریان ریوی در لحظه انجام شود.

### کاتتریزاسیون کرونری
کاتتریزاسیون کرونری یک روند تهاجمی است و خطراتی را شامل می‌شود که شامل سکته مغزی، حمله قلبی و مرگ می‌شود. مانند هر روش دیگر، مزایای آن باید بیش از خطرات باشد و بنابراین این روش فقط برای کسانی استفاده می‌شود که علائم بسیار جدی بیماری‌های قلبی را دارند و هرگز برای اهداف غربالگری استفاده نمی‌شود. در مواردی که تشخیص یا قطعیت تشخیص به وضوح معلوم نباشد بهتر است از آزمایشهای غیر تهاجمی استفاده شود.
علائم کاتتریزاسیون قلب شامل موارد زیر است:
- سندرم های حاد کرونر: ST elevation MI (STEMI) ، غیر ST Elevation MI (NSTEMI) و آنژین ناپایدار
- ارزیابی بیماری عروق کرونر که به وسیله موارد زیر نشان داده شده است:
  - تست استرس غیر طبیعی
  - به عنوان بخشی از ارزیابی قبل از عمل برای سایر اقدامات مربوط به قلب (به عنوان مثال ، تعویض دریچه) به عنوان پیوند بای پس عروق کرونر ممکن است همزمان انجام شود
  - طبقه بندی ریسک برای جراحی های قلب با ریسک بالا (به عنوان مثال ، ترمیم آنوریسم اندوواسکولار)

- درد مداوم در قفسه سینه که منشأ قلبی دارد علی رغم درمان پزشکی
- نارسایی قلبی جدید بدون دلیل
- زنده ماندن بعد از مرگ ناگهانی قلب یا آریتمی های قلبی خطرناک
- انجام مشکوک به آنژین Prinzmetal (وازوپاسم عروق کرونر)

قبل از تأیید و آغاز درمان های دارویی وازوآکتیو ، باید کاتتریزاسیون سمت راست قلب همراه با آزمایش عملکرد ریوی و سایر آزمایشات برای تأیید فشار خون ریوی انجام شود.
- برای اندازه گیری فشار خون داخل قلب و داخل عروقی
- برای نمونه برداری از بافت برای بافت برداری یا بیوپسی
- برای تزریق مواد مختلف برای اندازه گیری جریان خون در قلب و همچنین برای شناسایی و تعیین میزان یک شانت قلبی
- برای تزریق ماده حاجب به منظور بررسی شکل عروق قلب و محفظه ها و نحوه تغییر آنها در هنگام ضربان قلب

### ضربان ساز و الکتروشوک ها

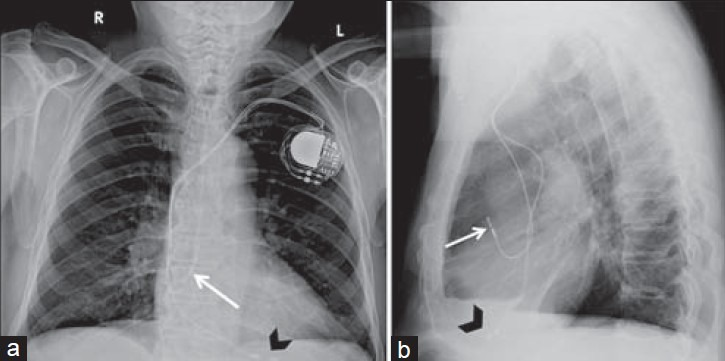
X-ray of pacemaker with right atrial and ventricular lead

قرار دادن ضربان سازهای داخلی و الکتروشوک ها(دفیبریلاتورها) از طریق کاتتریزاسیون نیز انجام می شود. یک استثنا در این مورد ، قرار دادن الکترودها در سطح خارجی قلب است (الکترودهای اپی کاردیال). به جز این مورد ، الکترودها از طریق سیستم وریدی وارد قلب می شوند و به طور دائمی در آنجا باقی می مانند. به طور معمول، این دستگاه ها در قسمت بالایی سمت چپ قفسه سینه قرار می گیرند و وارد ورید ساب کلاوین(سیاهرگ زیر ترقوه ای) می شوند و الکترودها در دهلیز راست ، بطن راست و سینوس کرونری(سینوس تاجی) قرار می گیرند (برای تحریک بطن چپ).

### ارزیابی دریچه
اکوکاردیوگرافی یک روش غیرتهاجمی برای ارزیابی عملکرد دریچه های قلب است. با این حال، گاهی این فشار نیاز به اندازه گیری مستقیم دارد زیرا نتیجه اکو برای تشخیص شدت بیماری دریچه واضح نیست. ارزیابی دریچه به صورت تهاجمی را می توان با کاتتریزاسیون انجام داد. این کار با قرار دادن یک کاتتر روی دریچه و اندازه گیری فشارها به طور همزمان در هر طرف دریچه برای به دست آوردن گرادیان فشار انجام می شود. همراه با کاتتریزاسیون سمت راست قلب، می توان مساحت دریچه را تخمین زد. به عنوان مثال برای محاسبه مساحت دریچه آئورت، در صورت مشخص بودن خروجی قلب، گرادیان فشار،دوره سیستولیک و ضربان قلب ، می توان از معادله Gorlin استفاده کرد.

### آنژیوگرافی ریوی
ارزیابی جریان خون به ریه ها می تواند به طور تهاجمی از طریق کاتتریزاسیون انجام شود. کنتراست به داخل ترانک(تنه) شریان ریوی، شریان ریوی چپ یا راست یا بخشی از سرخرگ ریوی تزریق می شود.

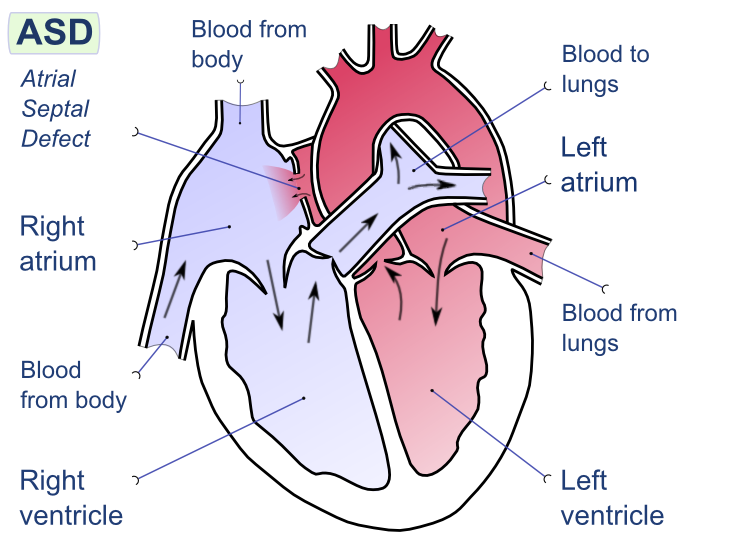
Atrial septal defect-en

### ارزیابی شانت قلب
شانت های قلبی می توانند از طریق کاتتریزاسیون ارزیابی و بررسی شوند. برای این کار می توان از اشباع اکسیژن خون در مکانهای مختلف قلب و اطراف آن نمونه برداری کرد. به عنوان مثال، نقص دیواره بین دهلیزی چپ به راست، باعث افزایش قابل توجهی در میزان اشباع اکسیژن در دهلیز راست، بطن و سرخرگ ریوی در مقایسه با خون حاوری اکسیژن از ریه ها که در حال بازگشت به قلب هستند میشود.
با استفاده از اصل فیک، نسبت جریان خون در ریه ها (Qp) به گردش خون سیستم(Qs) محاسبه می شود. افزایش نسبت Qp  بهQs  به بالاتر از 1.5 تا 2.0 نشان می دهد که یک شنت چپ به راست از نظر همودینامیکی مهم است (به این ترتیب که جریان خون از طریق ریه ها 1.5 تا 2.0 برابر بیشتر از گردش خون سیستم است). این نسبت را می توان به روش غیر تهاجمی با اکوکاردیوگرافی نیز ارزیابی کرد.
"shunt run" اغلب هنگام ارزیابی شنت به وسیله گرفتن نمونه خون از بزرگ سیاهرگ زبرین (SVC)، بزرگ سیاهرگ زیرین (IVC)، دهلیز راست، بطن راست، شریان ریوی و شریان سیستم انجام می شود. برای محاسبه میزان اشباع اکسیژن وریدی مخلوط از نمونه های SVC و IVC استفاده می شود.

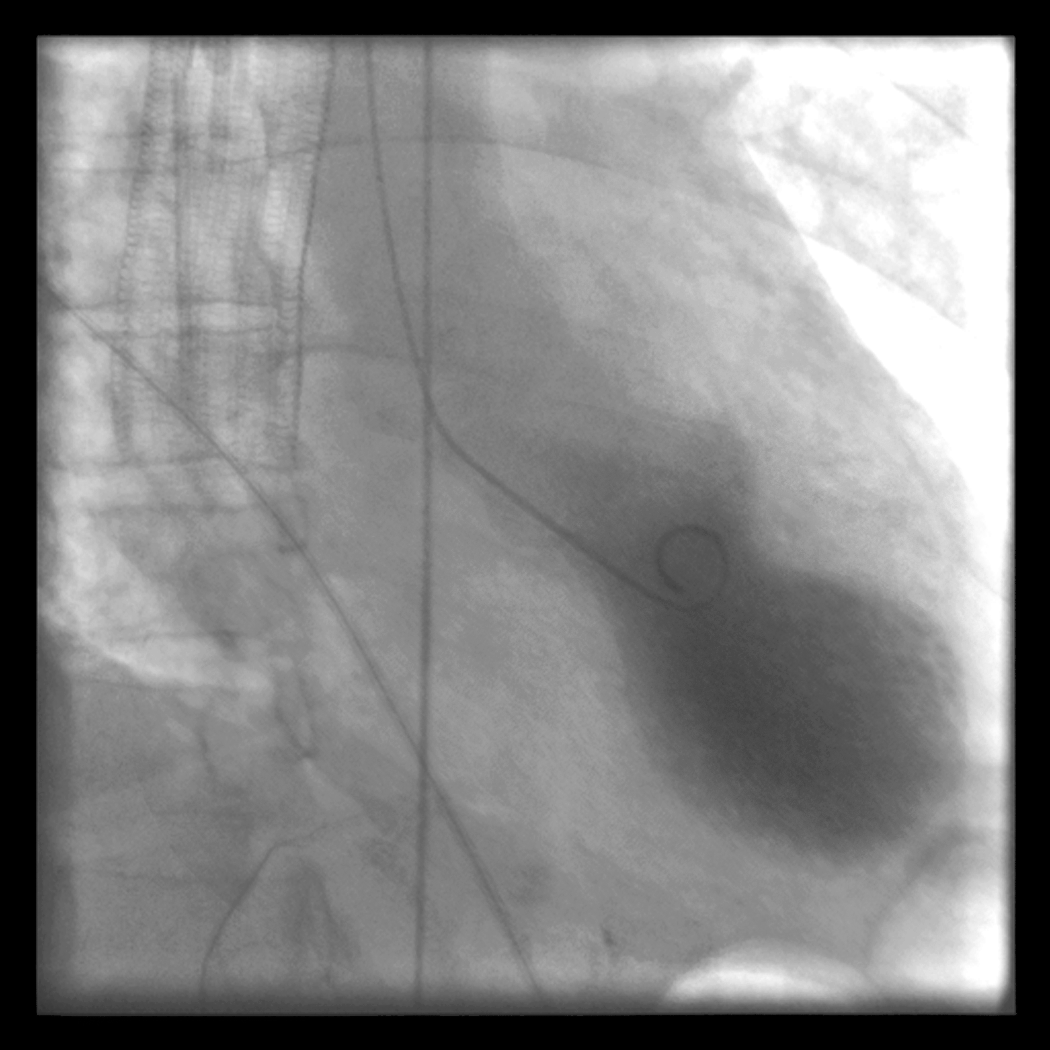
Takotsubo ventriculography

### بطن شناسی
با تزریق کنتراست به بطن چپ، می توان طرح اجمالی بطن را در سیستول و دیاستول(هنگام انقباض و انبساط) اندازه گیری کرد تا کسر جهشی قلب(نشانگر عملکرد قلب) تخمین زده شود. به دلیل حجم زیاد کنتراست و فشارهای تزریق، این کار اغلب انجام نمی شود مگر اینکه روش های غیرتهاجمی دیگر غیرقابل قبول ، غیرممکن یا متناقض باشد.

### تعویض دریچه آئورت از راه پوست
پیشرفت در کاتتریزاسیون قلب، باعث شده بتوان دریچه های قلب را با استفاده از رگ های خونی تعویض کرد. در این روش، تعویض دریچه بدون جراحی قلب باز انجام می شود و برای افرادی که جراحی های قلب باز خطر بالایی دارد به کار می رود.

### سپتوستومی بالونی
از کاتتریزاسیون همچنین برای انجام septostomy بالونی استفاده می شود که عبارت است از انجام عمل روی فورامن اوال ، مجرای بین دهلیزی باز (PFO) یا نقص دیواره دهلیزی (ASD) که با استفاده از کاتتر بالون انجام می شود. این کار برای برخی بیماری های مادرزادی قلب انجام می شود. 

### از بین بردن سپتوم با الکل
کاردیومیوپاتی هیپرتروفیک بیماری ای است که در آن ماهیچه قلبی ضخیم شده و می تواند باعث انسداد جریان خون شود. اگر از لحاظ همودینامیکی مشکلی نباشد، می توان عضله اضافی را برای بهبود جریان خون از بین برد. برای این کار می توان از طریق جراحی به نام سپتال میکتومی انجام داد. هم چنین می توان از طریق کاتتریزاسیون و با تزریق اتانول نیز، بافت موجود را از بین برد.

## عوارض
عوارض کاتتریزاسیون قلبی و ابزارهای استفاده شده در حین کاتتریزاسیون شامل موارد زیر است: 
- مرگ
- سکته
- حمله قلبی
- اکتوپی و آریتمی های بطنی
- آب آوردن قلب
- خونریزی: داخلی و خارجی
- عفونت
- سوختگی از تشعشات
- نفروپاتی ناشی از ماده کنتراست

احتمال این خطرات به عوامل زیادی بستگی دارد که شامل روش انجام کاتترازسیون، وضعیت کلی سلامتی بیمار، شرایط انتخابی یا اورژانسی، داروهای استفاده شده مثل داروی ضد انعقاد خون و موارد دیگر است.

## روش
"کاتتریزاسیون قلب" یک اصطلاح کلی برای گروهی از روش ها است. دسترسی به قلب از طریق شریان یا ورید محیطی انجام می شود که معمولا شامل شریان رادیال، رگ داخلی ژوگولار و شریان کشاله ران است. هر رگ خونی مزایا و معایبی دارد. پس از دسترسی به محل مورد نظر، از کاتترهای پلاستیکی و سیم های انعطاف پذیر برای حرکت به قلب و اطراف آن استفاده می شود. کاتترها از نظر شکل، طول، قطر، تعداد لومن و سایر ویژگی های خاص مانند الکترودها و بالن ها متفاوت هستند. بعد از قرار گرفتن در جای خود، برای اندازه گیری یا مداخله استفاده می شوند. تصویربرداری یکی از جنبه های مهم برای کاتتریزاسیون است و معمولاً شامل فلوئوروسکوپی است اما می تواند شامل انواع اکوکاردیوگرافی (TTE ، TEE ، ICE) و سونوگرافی (IVUS) نیز باشد. 
برای دسترسی از روش seldinger استفاده می شود. به این صورت که ابتدا رگ با سوزن سوراخ شده سپس سیم از طریق سوزن به داخل لومن رگ قرار داده می شود، بعد از آن سوزن با یک تکه پلاستیکی بزرگتر تعویض می شود. یافتن رگ با سوزن می تواند چالش برانگیز باشد و می توان از سونوگرافی و فلوروسکوپی برای کمک به پیدا کردن دسترسی استفاده کرد. تکه های پلاستیکی معمولا دارای یک درگاه جانبی هستند که می توانند برای برداشتن خون یا مایعات تزریقی/داروها استفاده شوند و همچنین دارای یک سوراخ انتهایی هستند که اجازه می دهد کاتترها، سیم ها و ... را به طور همزن وارد رگ خونی شوند. 
بعد از ایجاد دسترسی، آن چیزی که در رگ وارد می شود بستگی به روش انجام شده دارد. برخی از کاتترها به شکل خاصی ساخته شده اند و تنها با قرار دادن/بیرون آوردن کاتتر در تکه پلاستیکی و چرخش آن می توان آنها را دستکاری کرد. سایر موارد ممکن است شامل ساختارهای داخلی باشد که دستکاری داخلی را امکان پذیر می کند (مثلا اکوکاردیوگرافی داخل قلب). 
در انتها با اتمام مراحل، کاتترها و تکه پلاستیکی برداشته می شود. با گذشت زمان سوراخ ایجاد شده در رگ خونی بهبود می یابد. می توان از دستگاه های بستن عروق برای افزایش سرعت در خون ایستی استفاده کرد. 

## تجهیزات
برای انجام چندین روش ممکن کاتتریزاسیون قلب ، تجهیزات زیادی برای یک مرکز مورد نیاز است.
تجهیزات عمومی:
- کاتتر
- فیلم یا دوربین دیجیتال
- مانیتورهای الکتروکاردیوگرافی
- دفیبریلاتور خارجی
- فلوروسکوپی
- مبدلهای فشار

تجهیزات مورد نیاز برای مداخله کرونر از طریق پوست:
- استنت های کرونر: استنت فلزی بدون کاور (BMS) و استنت ازاد کردن دارو (DES)
- بالون های آنژیوپلاستی
- لیزرها و دستگاه های چرخشی آترکتومی
- دستگاه های مربوط به انسداد دهلیز چپ

الکتروفیزیولوژی:
- کاتترهای از بین برنده: فرکانس رادیویی (RF) و کریو
- ضربان سازها
- دفیبریلاتورها

## تاریخچه
تاریخچه کاتتریزاسیون قلبی به استفان هالز (1761-1677) و کلود برنارد (1887-1813) برمی گردد که هر دو از آن در مدل های حیوانی استفاده کردند. کاربرد بالینی کاتتریزاسیون قلب با دکتر ورنر فورسمن در سال 1929 آغاز شد ، وی یک کاتتر را به داخل رگ بازوی خود وارد کرد، آن را به روش فلوروسکوپی به دهلیز راست هدایت کرد و از آن عکس اشعه ایکس گرفت. با این حال ، حتی پس از این دستاورد ، مدیران بیمارستان به دلیل روشهای غیرمعمول مورد استفاده او، او را از سمت خود برکنار کردند. [9] در طول جنگ جهانی دوم ، آندره فردریک کورناند، اولین آزمایشگاه کاتتریزاسیون را افتتاح کرد. در سال 1956 ، فورسمن و كورنند از دریافت کنندگان جايزه نوبل فيزيولوژي يا پزشكي براي توسعه كاتتريزاسيون قلب بودند. دکتر اوژن A. Stead در دهه 1940 تحقیقی انجام داد که زمینه ساز کاتتریزاسیون قلب در ایالات متحده آمریکا بود.